# Musée Henri-Boez
Le musée Henri-Boëz de Maubeuge est un musée consacré essentiellement aux beaux-arts. 
Il se trouve actuellement au pôle culturel Henri Lafitte, 3, rue Georges-Paillot, en attendant son installation définitive au sein de l'ancien bâtiment CAF-CPAM en 2027.

## Description
Le musée fut créé en 1878 par Edouard Bertrand (1840-1924) au fur et à mesure des fouilles qui ont eu lieu à Maubeuge. Le 1er musée prend place tout d'abord au sein de différents bâtiments, dont l'hôtel de ville. Bénéficiant rapidement de nombreux dons, donations et legs des amateurs locaux, le musée constitue une collection riche, reflet de la vie artistique locale et nationale. Le musée prendra le nom de Sidonie Fercot-Delmotte (1827-1884), qui, à sa mort, fera don d'un immeuble entier au numéro 3 de la place Mabuse pour permettre d'exposer les œuvres du musée. 
Il prendra finalement place à la salle Sthrau, collège des jésuites. Durant la Première Guerre mondiale, la salle Sthrau fut bombardée et avec elle les œuvres du musée. Peu d'œuvres vont y réchapper. Le musée reviendra au sein de la salle Sthrau, qui fut reconstruite par les frères Lafitte. Au déclenchement de la Seconde Guerre mondiale, les œuvres vont être sauvées et envoyées en Normandie. 
De retour à Maubeuge, le maire de Maubeuge, le docteur Pierre Forest, décida d'installer le musée à l'ancien chapitre des Chanoinesses en 1956, où il resta pendant une quarantaine d'années. En 1972, à la mort de l'artiste et poète Henri Boez (1892 - 1972), le musée prit son nom. Le musée possède une riche collection allant des beaux-arts à l'archéologie en passant par les arts décoratifs et l'ethnologie. Le musée présentait des peintures d'artistes régionaux du XIXe et XXe, des peintres de l'art de salon du XIXe siècle, ainsi que de la révolution flamande. Les collections accueillent ainsi aussi bien une Pietà attribuée au Maître du Fils prodigue qu'un plâtre monumental de Gustave Doré, La Gloire étouffant le Génie, sans omettre un exemplaire de la Bible de Raphaël par Chapron.
Le musée labellisé Musée de France ferma ses portes en 1993. Sous l'impulsion du maire actuel Arnaud Decagny. En 2023, un espace muséal au sein du pôle Lafitte (derrière le lycée Coutelle) vit le jour, nommé « espace Boez, un musée esquissé ». Cet espace permet d'admirer les œuvres dans l’espace de préfiguration du musée  au fur et à mesure de leurs restaurations. Il offre un espace pour des expositions temporaires et des expositions permanentes.
Par ailleurs, le musée continue de s'enrichir avec l'acquisition d'œuvres d'artistes locaux, comme par exemple le travail des jumeaux Raymond et Michel Debiève natifs de Maubeuge.
Le musée définitif prendra place à partir de 2027 au sein des anciens locaux de la CPAM et de la CAF, bâtiment dessiné par André Lurçat au moment de la Reconstruction, place de Wattignies. 

## Œuvres
(Source : Musenor)
- Jacques d'Arthois, Le Désespéré.
- Georges Rouget, Portrait de Charles X.
- Pieter Fransz. de Grebber, Portrait de jeune fille.
- Jan van de Venne, Rixe devant l'âtre.
- Mathieu Ignace Van Brée, Une Louve allaitant Rémus et Romulus.

## Expositions temporaires cataloguées
- "Osvaldo Rodríguez - Les Suds", 1991.
- "Martial Le Roux (1886-1959), Le plus flamand des peintres français", du 29 avril au 29 octobre 2023[4].
- "Les animaux s'invitent au musée !", du 13 avril au 27 octobre 2024[5].
- "Raymond et Michel Debiève : grands imagiers de l'Avesnois", du 9/11/24 au 18/05/25[6].